# Durlach

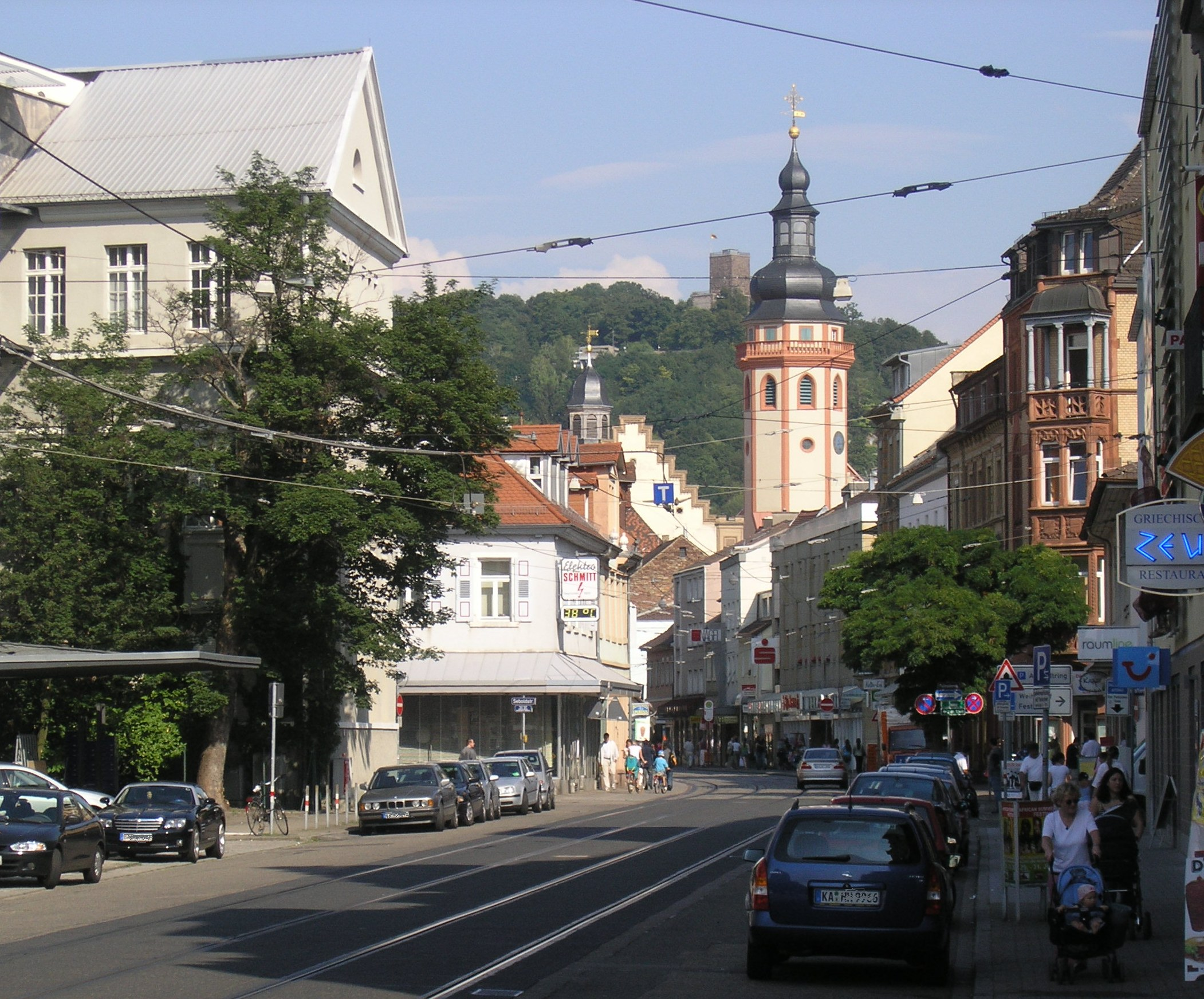
Centrum Durlachu, w tle Turmberg

Durlach – największa część miasta (Stadtteil) Karlsruhe w Niemczech, w kraju związkowym Badenia-Wirtembergia w rejencji Karlsruhe, regionie Mittlerer Oberrhein. Do 31 lipca 1939 r. niezależne miasto.
Położone jest na Nizinie Górnoreńskiej, u podnóża Schwarzwaldu, nad rzeką Pfinz (dopływ Renu). Pierwsza wzmianka o miejscowości pochodzi z roku 1196. Do połowy XVIII wieku Durlach był siedzibą władców Badenii-Durlach.
Posiada zachowane historyczne Stare Miasto z romańsko–gotyckim kościołem, barokowym zamkiem Karlsburg (zbud. w 1701, arch. D. E. Rossi), gotycką Bramą Bazylejską i romańską wieżą strażniczą na szczycie górującej nad dzielnicą góry Turmberg.
W Durlach w 1913 r. urodził się paleontolog Carl Renz.